# Zakrzepica zatok żylnych mózgu
Zakrzepica zatok żylnych mózgu (ang. cerebral venous sinus thrombosis – CVST) – obecność skrzeplin krwi w zatokach opony twardej odprowadzających krew z mózgu.

## Objawy
Najczęstszym objawem występującym u około 90% chorych jest ból głowy.

## Przyczyny
Najczęstszą przyczyną jest zwiększona tendencja krzepnięcia krwi, o różnej etiologii.

## Leczenie
Leczenie zakrzepicy zatok żylnych mózgu opiera się na stosowaniu środków o działaniu przeciwkrzepliwym.